# Saison 1 d'Un air de star
La première saison d'Un air de star, émission française est diffusée sur M6 depuis le 14 mai 2013 et a été remportée par Valérie Bègue

## Jury
Le jury est composé de 3 jurés, annoncé le 6 mai 2013:
| Juré           | Âge    | Profession                                                          |
| -------------- | ------ | ------------------------------------------------------------------- |
| Liane Foly     | 50 ans | Chanteuse, actrice, imitatrice et animatrice de télévision          |
| Victoria Abril | 53 ans | Actrice et chanteuse                                                |
| Ángel Llàcer   | 39 ans | Acteur et professeur d'art dramatique, juré de la version espagnole |

En plus d'être membre du jury, Ángel Llàcer est également coach des candidats de l'émission.

## Déroulement
| Classement | Candidats                    | Association représenté                | Gains    | Statut    |
| ---------- | ---------------------------- | ------------------------------------- | -------- | --------- |
| 1re        | Valérie Bègue                | La Ligue Contre le Cancer             | 20 000 € | Gagnante  |
| 2e         | Florent Mothe                | SOS Préma                             | 5 000 €  | Finaliste |
| 3e         | Amaury Vassili               | Tout le monde chante contre le cancer | 4 000 €  | Finaliste |
| 3e         | Emmanuel-Philibert de Savoie | Fondation Abbé-Pierre                 | 4 000 €  | Finaliste |
| 5e         | Natasha St-Pier              | Les Orphelins des Pompiers            | 6 000 €  | Éliminée  |
| 6e         | Nicoletta                    | Fondation des amis de l'atelier       | 4 000 €  | Éliminée  |
| 6e         | Jérôme Anthony               | Enfant, Star et Match                 | 4 000 €  | Éliminé   |
| 8e         | Delphine Chanéac             | Vaincre la mucoviscidose              | 3 000 €  | Éliminée  |

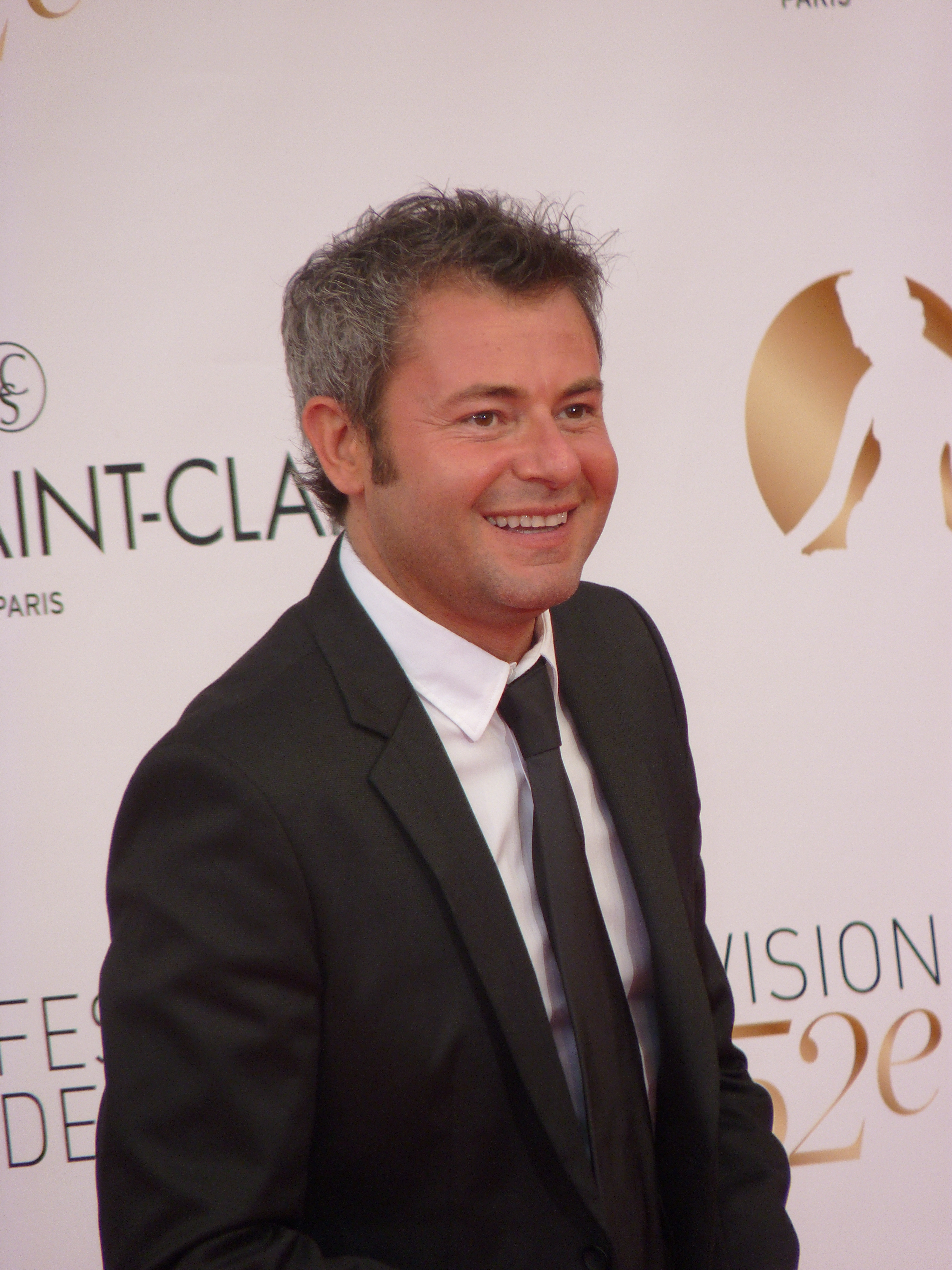
Jérôme Anthony
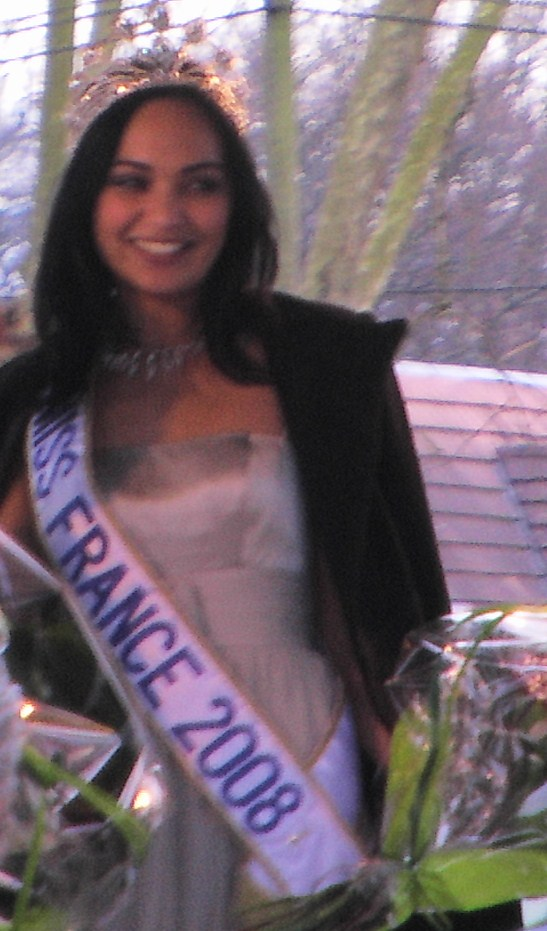
Valérie Bègue
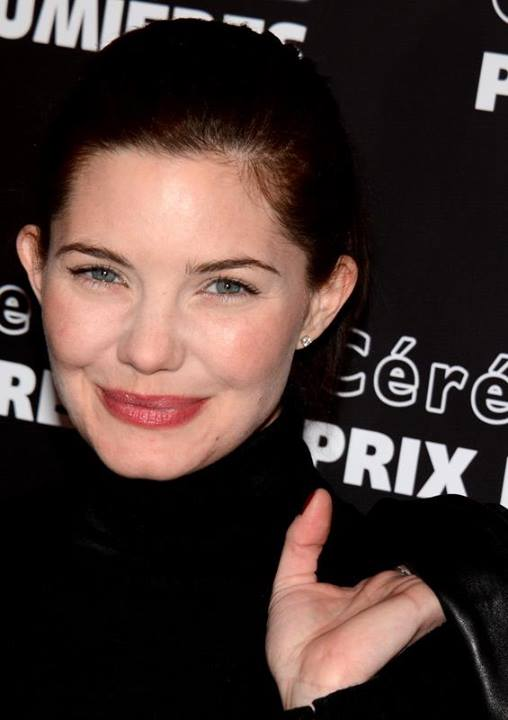
Delphine Chanéac
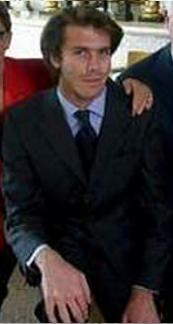
Emmanuel-Philibert de Savoie
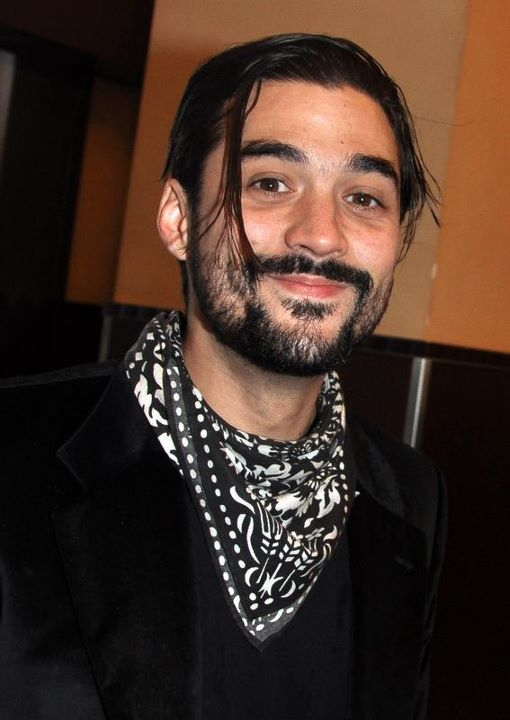
Florent Mothe
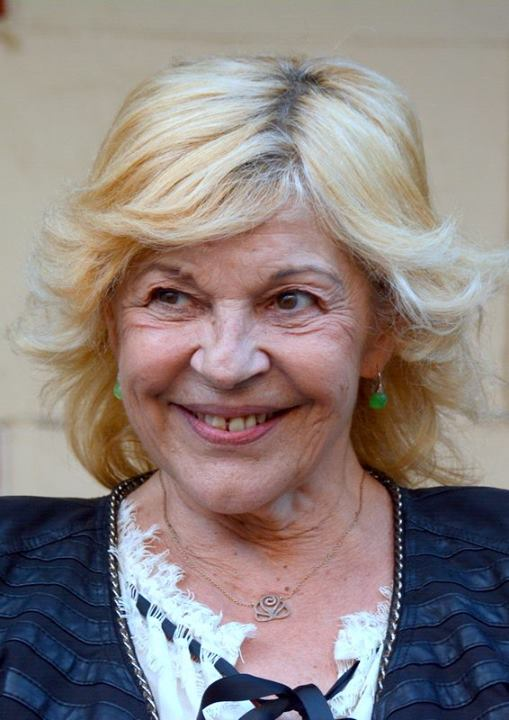
Nicoletta
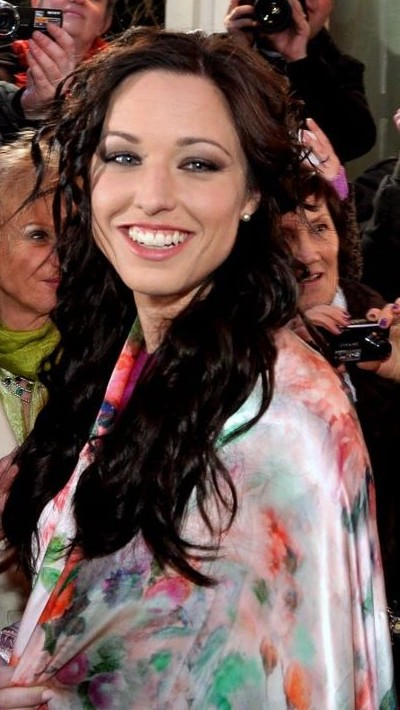
Natasha St-Pier
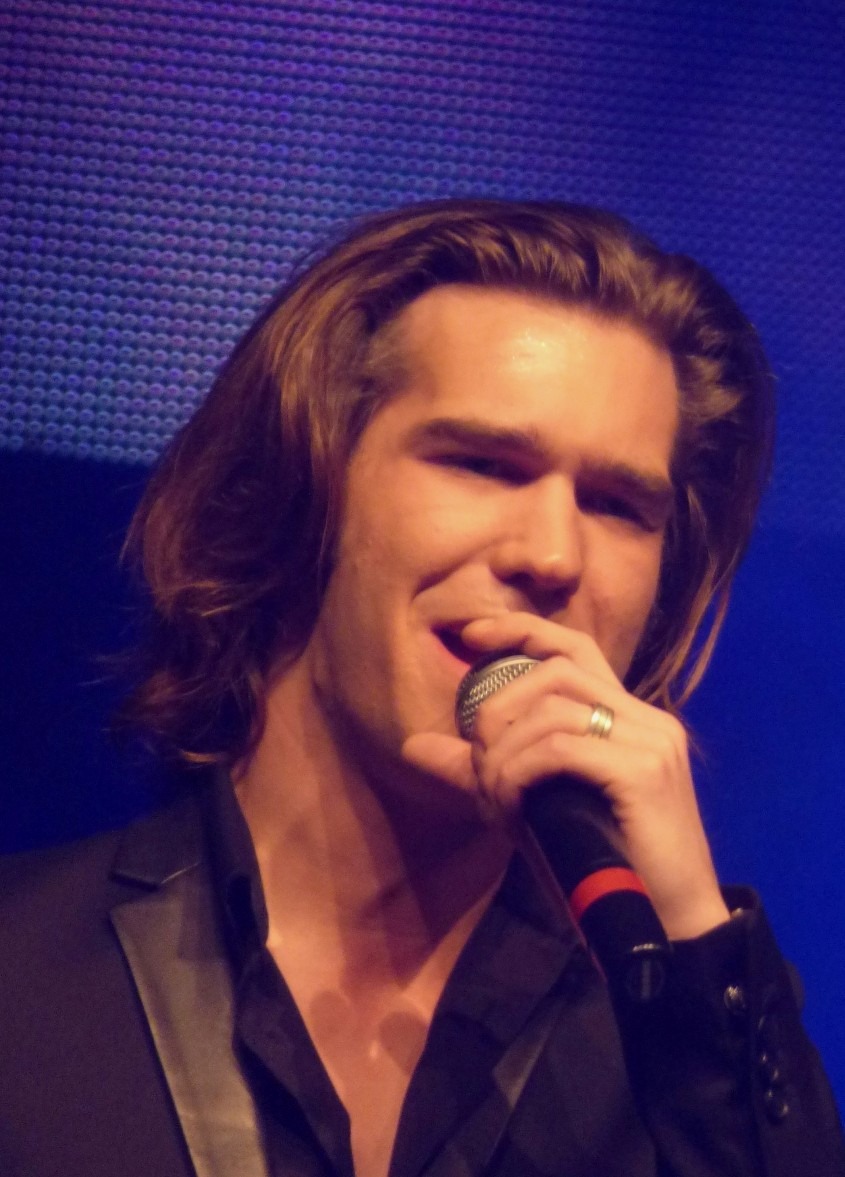
Amaury Vassili

## Suivi hebdomaire

### Interprétations par célébrités
|                              | Prime 1          | Prime 2         | Prime 3        | Prime 4         | Prime 5           | Prime 6            |
| ---------------------------- | ---------------- | --------------- | -------------- | --------------- | ----------------- | ------------------ |
| Jérôme Anthony               | Andrea Bocelli   | Claude François | Psy            | Enrico Macias   | Elvis Presley     | Shirley Bassey     |
| Valérie Bègue                | Carly Rae Jepsen | Adele           | Desireless     | M               | Mariah Carey      | Christina Aguilera |
| Delphine Chanéac             | Jeanne Mas       | Cyndi Lauper    | Kylie Minogue  | Bonnie Tyler    | Madonna           | Vanessa Paradis    |
| Emmanuel-Philibert de Savoie | Dalida           | Elton John      | Florent Pagny  | Barry White     | Julio Iglesias    | Rod Stewart        |
| Florent Mothe                | Pascal Obispo    | Bono            | Liza Minnelli  | Mick Jagger     | Philippe Katerine | Serge Gainsbourg   |
| Nicoletta                    | Tina Turner      | Freddie Mercury | Édith Piaf     | Annie Cordy     | Catherine Ringer  | France Gall        |
| Natasha St-Pier              | Nicki Minaj      | Diam's          | Amy Winehouse  | Whitney Houston | Michael Jackson   | Shakira            |
| Amaury Vassili               | Patrick Bruel    | Catherine Lara  | George Michael | Johnny Hallyday | Luciano Pavarotti | Ray Charles        |

Légende
- Prestation en compétition
- Prestation hors compétition

### Scores
| Stars                        | Semaines | Semaines | Semaines | Semaines | Semaines | Semaines | Semaines |
| Stars                        | 1        | 2        | 3        | 4        | 1 à 4    | 5        | 6        |
| ---------------------------- | -------- | -------- | -------- | -------- | -------- | -------- | -------- |
| Valérie Bègue                | 25       | 46       | 22       | 17       | 110      | 34       | NN       |
| Florent Mothe                | 21       | 26       | 35       | 23       | 105      | 29       | NN       |
| Amaury Vassili               | 24       | 21       | 35       | 44       | 124      | I        | NN       |
| Emmanuel-Philibert de Savoie | 25       | 24       | 20       | 31       | 120      | 29       | NN       |
| Natacha St-Pier              | 35       | 28       | 36       | 18       | 117      | 25       |          |
| Nicoletta                    | 28       | 24       | 36       | 17       | 105      | 15       |          |
| Jérôme Anthony               | 41       | 24       | 24       | 17       | 106      | 21       |          |
| Delphine Chanéac             | 24       | 30       | 15       | 26       | 105      | 18       |          |

Légende
- En bleu : la meilleure note
- En rouge : la mois bonne note
- NN : Non noté

- vainqueur de la compétition
- finaliste de la compétition
- Le candidat est immunisé est va directement en finale
- Le candidat est éliminé

## Émissions

### Émission 1 du 14 mai 2013
| Candidats                    | Interprétation                        | Votes du jury  | Votes du jury | Votes du jury | Total Jury | Bonus            | Total Score Final |
| Candidats                    | Interprétation                        | Victoria Abril | Ángel Llàcer  | Liane Foly    | Total Jury | Bonus            | Total Score Final |
| ---------------------------- | ------------------------------------- | -------------- | ------------- | ------------- | ---------- | ---------------- | ----------------- |
| Valérie Bègue                | Carly Rae Jepsen Call Me Maybe        | 6              | 5             | 4             | 15         | Natasha Delphine | 25                |
| Florent Mothe                | Pascal Obispo Fan                     | 4              | 7             | 10            | 21         |                  | 21                |
| Jérôme Anthony               | Andrea Bocelli Con te partirò         | 10             | 9             | 12            | 31         | Nicoletta Amaury | 41                |
| Natasha St-Pier              | Nicki Minaj Starships                 | 8              | 10            | 7             | 25         | Valérie Emmanuel | 35                |
| Delphine Chanéac             | Jeanne Mas En rouge et noir           | 7              | 12            | 5             | 24         |                  | 24                |
| Nicoletta                    | Tina Turner The Best                  | 9              | 6             | 8             | 23         | Florent          | 28                |
| Amaury Vassili               | Patrick Bruel Place des Grands Hommes | 5              | 8             | 6             | 19         | Jérôme           | 24                |
| Emmanuel-Philibert de Savoie | Dalida Laissez-moi danser             | 12             | 4             | 9             | 25         |                  | 25                |

1. ↑  Chaque juré doit attribuer entre 4 et 12 points par candidats. Le meilleur pour eux reçoit 12 pts, le second 10 pts, le troisième 9 pts, etc.
2. ↑  Les candidats attribuent chacun à leur tour +5 points à un autre candidat. Les noms répertoriés ici correspondent aux personnes qui ont voté pour eux.

### Émission 2 du 21 mai 2013
| Candidats                    | Interprétation                             | Votes du jury  | Votes du jury | Votes du jury | Total Jury | Bonus                   | Total Score Final |
| Candidats                    | Interprétation                             | Victoria Abril | Ángel Llàcer  | Liane Foly    | Total Jury | Bonus                   | Total Score Final |
| ---------------------------- | ------------------------------------------ | -------------- | ------------- | ------------- | ---------- | ----------------------- | ----------------- |
| Jérôme Anthony               | Claude François Cette année-là             | 10             | 5             | 4             | 19         | Florent                 | 24                |
| Valérie Bègue                | Adele Skyfall                              | 12             | 12            | 12            | 36         | Natasha Delphine        | 46                |
| Emmanuel-Philibert de Savoie | Elton John I'm Still Standing              | 8              | 8             | 8             | 24         |                         | 24                |
| Amaury Vassili               | Catherine Lara Nuit magique                | 4              | 6             | 6             | 16         | Nicoletta               | 21                |
| Natasha St-Pier              | Diam's La Boulette                         | 9              | 10            | 9             | 28         |                         | 28                |
| Nicoletta                    | Freddie Mercury-Queen I Want to Break Free | 5              | 7             | 7             | 19         | Jérôme                  | 24                |
| Florent Mothe                | Bono With or Without You                   | 7              | 9             | 10            | 26         |                         | 26                |
| Delphine Chanéac             | Cyndi Lauper Girls Just Want to Have Fun   | 6              | 4             | 5             | 15         | Valérie Emmanuel Amaury | 30                |

### Émission 3 du 28 mai 2013
| Candidats                           | Interprétation                             | Votes du jury                                                                 | Votes du jury                                                                 | Votes du jury                                                                 | Total Jury                                                                    | Bonus                                                                         | Total Score Final                                                             |
| Candidats                           | Interprétation                             | Victoria Abril                                                                | Ángel Llàcer                                                                  | Liane Foly                                                                    | Total Jury                                                                    | Bonus                                                                         | Total Score Final                                                             |
| ----------------------------------- | ------------------------------------------ | ----------------------------------------------------------------------------- | ----------------------------------------------------------------------------- | ----------------------------------------------------------------------------- | ----------------------------------------------------------------------------- | ----------------------------------------------------------------------------- | ----------------------------------------------------------------------------- |
| Florent Mothe                       | Liza Minnelli New-York, New-York           | 10                                                                            | 6                                                                             | 9                                                                             | 25                                                                            | Jérôme Amaury                                                                 | 35                                                                            |
| Emmanuel-Philibert de Savoie        | Florent Pagny Ma liberté de penser         | 6                                                                             | 10                                                                            | 4                                                                             | 20                                                                            |                                                                               | 20                                                                            |
| Natasha St-Pier                     | Amy Winehouse Rehab                        | 9                                                                             | 12                                                                            | 10                                                                            | 31                                                                            | Nicoletta                                                                     | 36                                                                            |
| Nicoletta                           | Édith Piaf Milord                          | 12                                                                            | 7                                                                             | 12                                                                            | 31                                                                            | Natasha                                                                       | 36                                                                            |
| Jérôme Anthony                      | Psy Gangnam Style                          | 8                                                                             | 8                                                                             | 8                                                                             | 24                                                                            |                                                                               | 24                                                                            |
| Valérie Bègue                       | Desireless Voyage, voyage                  | 7                                                                             | 9                                                                             | 6                                                                             | 22                                                                            |                                                                               | 22                                                                            |
| Delphine Chanéac                    | Kylie Minogue Can't Get You Out of My Head | 5                                                                             | 5                                                                             | 5                                                                             | 15                                                                            |                                                                               | 15                                                                            |
| Amaury Vassili                      | George Michael Faith                       | 4                                                                             | 4                                                                             | 7                                                                             | 15                                                                            | Florent, Emmanuel Valérie, Delphine                                           | 35                                                                            |
|                                     |                                            |                                                                               |                                                                               |                                                                               |                                                                               |                                                                               |                                                                               |
| Karine Le Marchand HORS COMPETITION | Diana Ross Upside Down                     | Karine a relevé le défi lancé lors de la précédente émission par Àngel Llàcer | Karine a relevé le défi lancé lors de la précédente émission par Àngel Llàcer | Karine a relevé le défi lancé lors de la précédente émission par Àngel Llàcer | Karine a relevé le défi lancé lors de la précédente émission par Àngel Llàcer | Karine a relevé le défi lancé lors de la précédente émission par Àngel Llàcer | Karine a relevé le défi lancé lors de la précédente émission par Àngel Llàcer |

Compte tenu de plusieurs égalités :
- les deux no 1 (Natasha et Nicoletta) ont chacune 3 000 € pour leurs associations
- les deux no 2 (Florent et Amaury) ont chacun 2 000 € pour leurs associations
- Jérôme (no 3) remporte 1 000 € pour son association

### Émission 4 du 4 juin 2013
| Candidats                    | Interprétation                                        | Votes du jury  | Votes du jury | Votes du jury | Total Jury | Bonus                               | Total Score Final |
| Candidats                    | Interprétation                                        | Victoria Abril | Ángel Llàcer  | Liane Foly    | Total Jury | Bonus                               | Total Score Final |
| ---------------------------- | ----------------------------------------------------- | -------------- | ------------- | ------------- | ---------- | ----------------------------------- | ----------------- |
| Natasha St-Pier              | Whitney Houston I Will Always Love You                | 7              | 4             | 7             | 18         |                                     | 18                |
| Jérôme Anthony               | Enrico Macias Le mendiant de l'amour                  | 4              | 7             | 6             | 17         |                                     | 17                |
| Amaury Vassili               | Johnny Hallyday L'envie                               | 10             | 12            | 12            | 34         | Jérôme Delphine                     | 44                |
| Emmanuel-Philibert de Savoie | Barry White You're the First, the Last, My Everything | 12             | 9             | 10            | 31         | Natasha, Florent Nicoletta, Valérie | 51                |
| Florent Mothe                | Mick Jagger Satisfaction                              | 5              | 10            | 8             | 23         |                                     | 23                |
| Nicoletta                    | Annie Cordy Tata Yoyo                                 | 6              | 6             | 5             | 17         |                                     | 17                |
| Delphine Chanéac             | Bonnie Tyler Total Eclipse of the Heart               | 9              | 8             | 9             | 26         | Amaury Emmanuel                     | 36                |
| Valérie Bègue                | M Je dis aime                                         | 8              | 5             | 4             | 17         |                                     | 17                |

On peut noter, lors des répétitions avant le prime-time, la venue de Bonnie Tyler pour coacher Delphine Chanéac qui interprétait Total Eclipse of the Heart.

### Demi-finale du 11 juin 2013
| Candidats                    | Interprétation                    | Votes du jury                                                   | Votes du jury                                                   | Votes du jury                                                   | Total Jury                                                      | Classement final Le public pouvait voter pour son préféré       |
| Candidats                    | Interprétation                    | Victoria Abril                                                  | Ángel Llàcer                                                    | Liane Foly                                                      | Total Jury                                                      | Classement final Le public pouvait voter pour son préféré       |
| ---------------------------- | --------------------------------- | --------------------------------------------------------------- | --------------------------------------------------------------- | --------------------------------------------------------------- | --------------------------------------------------------------- | --------------------------------------------------------------- |
| Jérôme Anthony               | Elvis Presley My Way              | 7                                                               | 7                                                               | 7                                                               | 21                                                              | Non qualifié pour la finale                                     |
| Delphine Chanéac             | Madonna Holiday                   | 6                                                               | 6                                                               | 6                                                               | 18                                                              | Non qualifiée pour la finale                                    |
| Valérie Bègue                | Mariah Carey Hero                 | 12                                                              | 12                                                              | 10                                                              | 34                                                              | 2e                                                              |
| Natasha St-Pier              | Michael Jackson Thriller          | 8                                                               | 9                                                               | 8                                                               | 25                                                              | Non qualifiée pour la finale                                    |
| Emmanuel-Philibert de Savoie | Julio Iglesias Pauvre Diable      | 10                                                              | 10                                                              | 9                                                               | 29                                                              | 3e                                                              |
| Nicoletta                    | Les Rita Mitsouko Marcia Baila    | 5                                                               | 5                                                               | 5                                                               | 15                                                              | Non qualifiée pour la finale                                    |
| Florent Mothe                | Philippe Katerine Louxor, j'adore | 9                                                               | 8                                                               | 12                                                              | 29                                                              | 1re                                                             |
| Amaury Vassili               | Luciano Pavarotti Nessun Dorma    | HORS COMPETITION Il a gagné sa place en finale lors du 4e prime | HORS COMPETITION Il a gagné sa place en finale lors du 4e prime | HORS COMPETITION Il a gagné sa place en finale lors du 4e prime | HORS COMPETITION Il a gagné sa place en finale lors du 4e prime | HORS COMPETITION Il a gagné sa place en finale lors du 4e prime |

### Finale du 18 juin 2013
| Amaury Vassili                      | Ray Charles Georgia on My Mind     | Finaliste |                                                                                         |                                                                                         |                                                                                         |                                                                                         |                                                                                         |
| Florent Mothe                       | Serge Gainsbourg La Javanaise      | Finaliste |                                                                                         |                                                                                         |                                                                                         |                                                                                         |                                                                                         |
| Valérie Bègue                       | Christina Aguilera Beautiful       | Gagnante |                                                                                         |                                                                                         |                                                                                         |                                                                                         |                                                                                         |
| Emmanuel-Philibert de Savoie        | Rod Stewart Da Ya Think I'm Sexy ? | Finaliste |                                                                                         |                                                                                         |                                                                                         |                                                                                         |                                                                                         |
|                                     |                                    | |                                                                                         |                                                                                         |                                                                                         |                                                                                         |                                                                                         |
| Natasha St-Pier                     | Shakira Whenever, Wherever         | HORS COMPETITION Ces candidats ne participent pas à la finale en tant que concurrent mais ils interpréteront tout de même une star pour le plaisir |                                                                                         |                                                                                         |                                                                                         |                                                                                         |                                                                                         |
| Jérôme Anthony                      | Shirley Bassey Goldfinger          | HORS COMPETITION Ces candidats ne participent pas à la finale en tant que concurrent mais ils interpréteront tout de même une star pour le plaisir |                                                                                         |                                                                                         |                                                                                         |                                                                                         |                                                                                         |
| Delphine Chanéac                    | Vanessa Paradis Joe le taxi        | HORS COMPETITION Ces candidats ne participent pas à la finale en tant que concurrent mais ils interpréteront tout de même une star pour le plaisir |                                                                                         |                                                                                         |                                                                                         |                                                                                         |                                                                                         |
| Nicoletta                           | France Gall Babacar                | HORS COMPETITION Ces candidats ne participent pas à la finale en tant que concurrent mais ils interpréteront tout de même une star pour le plaisir |                                                                                         |                                                                                         |                                                                                         |                                                                                         |                                                                                         |
| Karine Le Marchand HORS COMPETITION | Mylène Farmer Libertine            | Karine a été forcée d'appuyer sur la roue des talents par Jérôme et relève donc le défi                                                            | Karine a été forcée d'appuyer sur la roue des talents par Jérôme et relève donc le défi | Karine a été forcée d'appuyer sur la roue des talents par Jérôme et relève donc le défi | Karine a été forcée d'appuyer sur la roue des talents par Jérôme et relève donc le défi | Karine a été forcée d'appuyer sur la roue des talents par Jérôme et relève donc le défi | Karine a été forcée d'appuyer sur la roue des talents par Jérôme et relève donc le défi |

## Audiences

### Primes
Le lancement de l'émission a été un échec : 2,6 millions de téléspectateurs ont suivi l'émission. Lors du deuxième prime, l'audience n'a finalement pas décollé et a même baissé de plusieurs centaines de milliers de téléspectateurs.
Cette saison a été suivie par, en moyenne, 2 355 000 téléspectateurs.
| Jour et horaire de diffusion     | Téléspectateurs | Parts de marché sur les 4 ans et plus | Classement des audiences de la soirée | Référence |
| -------------------------------- | --------------- | ------------------------------------- | ------------------------------------- | --------- |
| Mardi 14 mai 2013 20:50 - 23:15  | 2 596 000       | 11,4 %                                | 2e                                    | [ 4 ]     |
| Mardi 21 mai 2013 20:55 - 23:15  | 2 192 000       | 9,1 %                                 | 4e                                    | [ 5 ]     |
| Mardi 29 mai 2013 20:55 - 23:15  | 2 365 000       | 10 %                                  | 3e                                    | [ 6 ]     |
| Mardi 4 juin 2013 20:55 - 23:15  | 2 289 000       | 9,6 %                                 | 3e                                    | [ 7 ]     |
| Mardi 11 juin 2013 20:55 - 23:05 | 2 209 000       | 9,3 %                                 | 4e                                    | [ 8 ]     |
| Mardi 18 juin 2013 20:55 - 23:15 | 2 482 000       | 11,1%                                 | 3e                                    | [ 9 ]     |

### Un air de star, ça continue!
| Jour et horaire de diffusion     | Téléspectateurs | Parts de marché sur les 4 ans et plus | Référence |
| -------------------------------- | --------------- | ------------------------------------- | --------- |
| Mardi 14 mai 2013 23:15 - 00:05  | 1 200 000       | 12,7 %                                | [ 10 ]    |
| Mardi 21 mai 2013 23:15 - 00:05  | 1 100 000       | 10,4 %                                | [ 11 ]    |
| Mardi 29 mai 2013 23:15 - 00:05  | 1 300 000       | 12,8 %                                | [ 12 ]    |
| Mardi 4 juin 2013 23:15 - 00:00  | 1 200 000       | 11,2 %                                |           |
| Mardi 11 juin 2013 23:15 - 00:10 | 1 300 000       | 11,2 %                                |           |
| Mardi 18 juin 2013 23:15 - 00:10 | 1 200 000       | 11,5 %                                | [ 13 ]    |